# Iglesia de San Pedro Apóstol (Casas de Juan Núñez)
La iglesia de San Pedro Apóstol es un templo parroquial católico de la localidad castellano-manchega de Casas de Juan Núñez (España), que data del siglo xviii.